# Samuel Capricornus
Samuel Capricornus eller Samuel Friedrich Bockshorn, född 21 december 1628 och död 10 november 1665, var en tysk tonsättare.
Capricornus var en av de mera betydande tyska tonsättarna under 1600-talets mot, och var kantor i Reutlingen, senare i Pressburg och Nürnberg och från 1675 till sin död hovkapellmästare i Stuttgart. 
På ett egendomligt sätt är hans namn knutet till Giacomo Carissimi och till oratioriets tidigaste historia, i det att oratoriet Judicium Salomis, som vanligen anges vara författat av Carissimi, 1669 trycktes som skrivet av Capricornus i hans verk Theatrum musicum. Vem som egentligen är författare är oklart. 
Bland Capricornus främsta verk mäks Opus musicum (1655), Geistliche Konzerte (1658), Geistliche Harmonien (1659 ff), Sonaten und Kanzonen mit 3 Instrumenten (1660), Opus aureum missarum (1670) samt Tafelmusik (1670-71).